# Cauchy-féle ismétlődő integrálás
Cauchy-féle ismétlődő integrálás lehetővé teszi egy függvény n antideriváltjának komprimálást egy integrálba. (vö. Cauchy-féle integráltétel)

## Skaláris eset
Legyen ƒ egy folytonos függvény a valós síkon. Akkor az ƒ függvény n-ik ismétlődő integrálja a alapon:
{\displaystyle f^{(-n)}(x)=\int _{a}^{x}\int _{a}^{\sigma _{1}}\cdots \int _{a}^{\sigma _{n-1}}f(\sigma _{n})\,d\sigma _{n}\cdots \,d\sigma _{2}\,d\sigma _{1}},
egyszerű integrálással:
{\displaystyle f^{(-n)}(x)={\frac {1}{(n-1)!}}\int _{a}^{x}\left(x-t\right)^{n-1}f(t)\,dt}.
A bizonyítás a teljes indukcióval:
Mivel ƒ folytonos, az integrálás alapjának figyelembe vételével
{\displaystyle {\frac {d}{dx}}f^{(-1)}(x)={\frac {d}{dx}}\int _{a}^{x}f(t)\,dt=f(x)}
és így
{\displaystyle f^{(-1)}(a)=\int _{a}^{a}f(t)\,dt=0}.
Most feltételezzük: ez igaz n-re; n+1-re bizonyítandó, alkalmazzuk a  láncszabályt.
tekintsük a következő függvényt:
{\displaystyle g(x_{1},x_{2})={\frac {1}{n!}}\int _{a}^{x_{1}}(x_{2}-t)^{n}f(t)dt};
akkor :
{\displaystyle {\frac {\partial }{\partial x_{1}}}g(x_{1},x_{2})={\frac {1}{n!}}(x_{2}-x_{1})^{n}f(x_{1})}
és alkalmazva a “differenciálást integrálás jel alatt” módszert, kapjuk:
{\displaystyle {\frac {\partial }{\partial x_{2}}}g(x_{1},x_{2})={\frac {1}{(n-1)!}}\int _{a}^{x_{1}}(x_{2}-t)^{n-1}f(t)dt}.
így:
{\displaystyle {\frac {d}{dx}}f^{(-(n+1))}(x)=}
{\displaystyle \left.\left({\frac {\partial }{\partial x_{1}}}g(x_{1},x_{2})+{\frac {\partial }{\partial x_{2}}}g(x_{1},x_{2})\right)\right|_{x_{1}=x=x_{2}}=}
{\displaystyle {\frac {1}{n!}}(x-x)^{n}f(x)+{\frac {1}{(n-1)!}}\int _{a}^{x}(x-t)^{n-1}f(t)dt=}
{\displaystyle \left.0+f^{(-n)}(x)=\right.}
{\displaystyle \left.f^{(-n)}(x)\right..}
továbbá
{\displaystyle f^{-(n+1)}(a)={\frac {1}{n!}}\int _{a}^{a}\left(x-t\right)^{n}f(t)\,dt=0}.
Ezért, ƒ függvény n-ik antideriváltja ƒ(-n), és ƒ(-k)(a)=0, az összes k-ra 1-től n-ig, megmutatva, hogy ƒ(-n)(x) egyenlő az eredeti ismételt integrállal.

## Alkalmazások
A frakcionális számolásban, ez a formula használható a differintegrál fogalomhoz, lehetővé téve a differenciálást vagy az integrálást. 